# Elecciones de Baden-Wurtemberg de 1980
Las elecciones estatales en Baden-Württemberg de 1980 se llevaron a cabo el 16 de marzo. A pesar de la pérdida de votos de la CDU, el primer ministro Lothar Späth defendió su mayoría absoluta. El SPD experimentó pérdidas menores y el FDP/DVP ganó en menor medida. Los grandes ganadores de la elección fueron los Verdes, que se presentaban por primera vez y que superaron el cinco por ciento requerido, obteniendo representación parlamentaria. Los resultados fueron:
| Partido Político | Partido Político                           | Porcentaje | Escaños |
| ---------------- | ------------------------------------------ | ---------- | ------- |
|                  | Unión Cristianodemócrata de Alemania (CDU) | 53.35      | 68      |
|                  | Partido Socialdemócrata de Alemania (SPD)  | 32.55      | 40      |
|                  | Partido Liberal de Alemania (FDP/DVP)      | 8.30       | 10      |
|                  | Alianza90/Los Verdes (GRÜ)                 | 5.35       | 6       |
|                  | Partido Comunista Alemán (DKP)             | 0.26       | 0       |